# Po (Schild)
Der Po,  auch Tiger Shield, ist ein Schild aus China.

## Beschreibung
Der Po besteht aus Rattan. Das Rattan ist kreisförmig um einen hölzernen Rahmen geflochten. Die Vorderseite des Schildes ist farbig bemalt und mit der Abbildung eines Tigerkopfes (Panthera tigris) dekoriert. Bei manchen Versionen ist ein Schildbuckel auf die Mitte des Schildes, dort wo sich die "Nase" des Tigers befindet, aufgesetzt. Der Po wurde von schwer bewaffneten chinesischen Infanterieregimentern benutzt, die eine Uniform trugen, welche ebenfalls einem Tigerfell nachempfunden war.